# Gutsbezirk Kaufunger Wald
Gutsbezirk Kaufunger Wald är ett kommunfritt område i Werra-Meissner-Kreis i Regierungsbezirk Kassel i förbundslandet Hessen i Tyskland.